# Bottonato

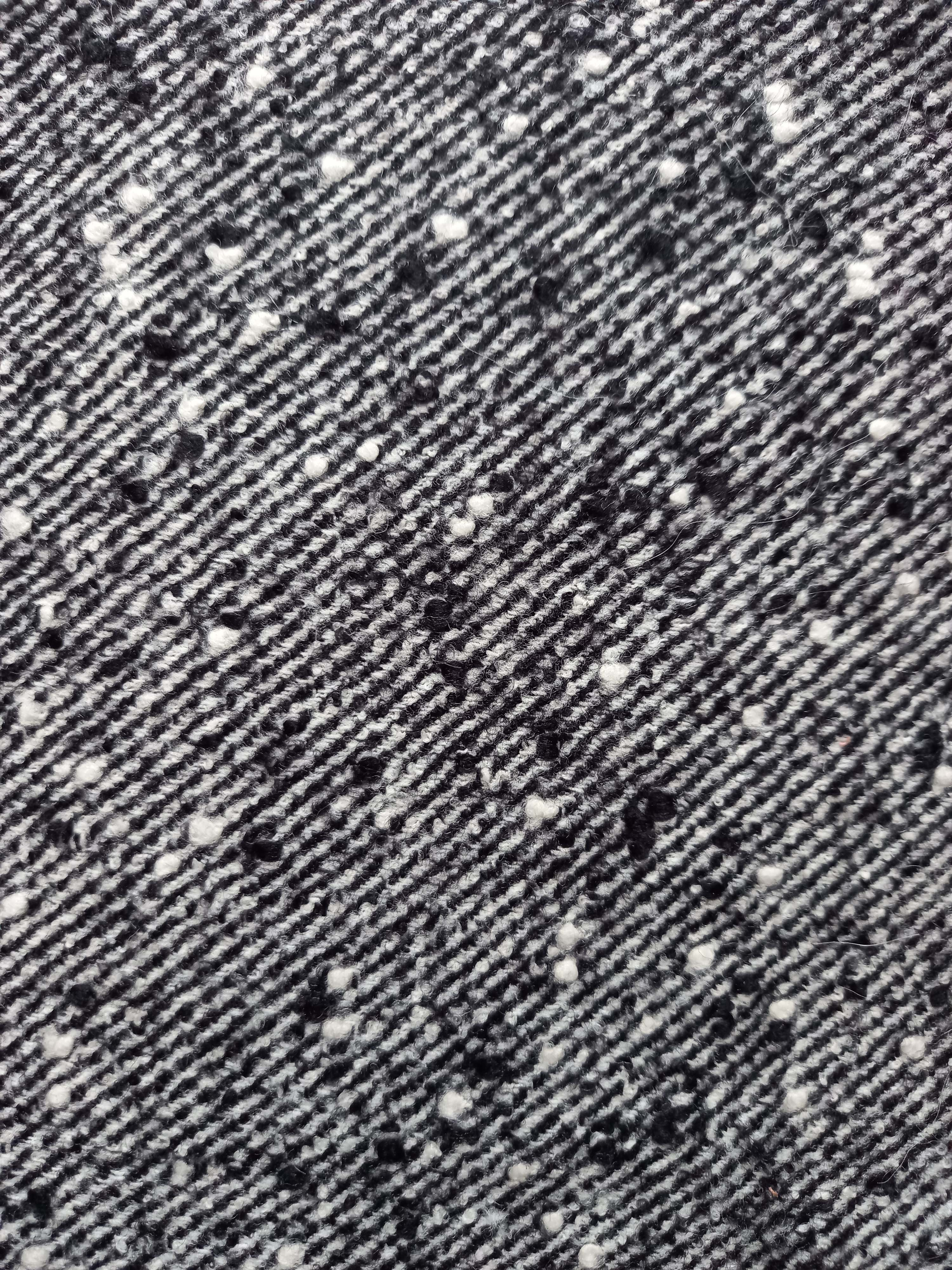
Tessuto bottonato

Il bottonato è un tessuto dalla superficie tridimensionale definita "boutonné", costellata di bottoni, ovvero di agglomerati di fibre corte, grumi di pelo e nodi. Questi bottoni si formano durante la filatura e vengono incorporati al filato, che è solitamente un cardato voluminoso.

## Caratteristiche
Il termine "bottonato" si riferisce ad un particolare tipo di filato, e di conseguenza, all'omonimo tessuto che presenta un effetto decorativo a bottoni di fibre. Questi bottoni, che possono essere diverse dimensioni, sono realizzati utilizzando fili di colore contrastante. 
Il tessuto bottonato è molto apprezzato nell'industria tessile perché permette di creare capi d'abbigliamento e accessori dall'aspetto fantasioso e originale. La tecnica può essere applicata a diversi tipi di filati e tessuti, sia naturali sia sintetici, e può essere utilizzata sia per la realizzazione di tessuti ortogonali come il tweed, che per la maglieria.

## Processo
L'effetto decorativo si ottiene durante il processo di torsione di due o più filati, introducendo delle pallottine di fibre nel filo in lavorazione.
La creazione dei tessuti bottonati fantasia è resa possibile grazie all'utilizzo di speciali macchinari detti ritorcitoi che permettono di torcere due fili in senso inverso alla torsione ricevuta, dando così vita ai noduli ingrossati che costituiscono la bottonatura. Questa tecnica viene applicata sia ai tessuti ortogonali come il tweed, donegal e knickerbocker, sia alla maglieria e viene utilizzata sia per i tessuti in lana e drapery, sia per quelli in cotone e lino.
La disposizione dei bottoni sulla superficie del tessuto è irregolare e crea un effetto di pallini a contrasto di colore che permette di diversificare il prodotto tessile con sfumature di tinte. In questo modo si creano tessuti fantasia di grande impatto estetico.